# El Porvenir, Morelia
El Porvenir är en ort i Mexiko.   Den ligger i kommunen Morelia och delstaten Michoacán de Ocampo, i den södra delen av landet, 230 km väster om huvudstaden Mexico City. El Porvenir ligger 2 269 meter över havet och antalet invånare är 412.
Terrängen runt El Porvenir är huvudsakligen kuperad, men åt sydväst är den platt. Runt El Porvenir är det tätbefolkat, med 459 invånare per kvadratkilometer. Närmaste större samhälle är Conjunto Habitacional Villas del Pedregal, 16,9 km söder om El Porvenir. I omgivningarna runt El Porvenir växer huvudsakligen savannskog.